# De Battle
De Battle was een televisiewedstrijd in een Belgisch-Nederlandse coproductie tussen Vlaanderen en Nederland dat uitgezonden werd door RTL 4 en VIER. De presentatie van het programma was in handen van Peter Van de Veire en Lieke van Lexmond.
Het programma werd opgenomen in het Studio 100 Pop-Up Theater in Puurs-Sint-Amands.

## Format
Twee bekende Vlamingen en twee bekende Nederlanders namen het vier weken tegen elkaar op in vier verschillende disciplines van opdrachten: stunt, behendigheid, show en brein. De stunts werden elke week aangeleverd door twee andere bekende Nederlanders (voor de Vlaamse vaste deelnemers) en twee andere bekende Vlamingen (voor de Nederlandse vaste deelnemers). Hierbij deed elke kandidaat in alle disciplines een opdracht, verspreid over de vier afleveringen. De shownummers werden gejureerd door professionals die speciaal daarvoor waren uitgekozen. De aanleveraars mochten ook punten inzetten op het slagen van elke proef. Voor de deelnemers van eigen land werd ingezet op succes, voor de deelnemers van het concurrerende land op verlies.  Met de aldus verzamelde punten moesten de deelnemers op het einde van de aflevering dan nog onbekende Vlamingen en Nederlanders herkennen en naam, nationaliteit, geboortejaar en een weetje over die persoon kunnen reproduceren. Wie in die laatste test het meest succesvol was, won de wisselbeker voor die aflevering.
Voor Vlaanderen speelden Gert Verhulst en James Cooke tegen Katja Schuurman en Najib Amhali voor Nederland. Twee afleveringen ging de wisselbeker naar Nederland, twee afleveringen waaronder de laatste naar Vlaanderen. De eerste en tweede aflevering waren voor Nederland, de twee laatste afleveringen voor Vlaanderen.

## Proeven en aangevers
| Aflevering      | Kandidaat                                                                        | Proef                                               | Aangever           | Resultaat     |
| --------------- | -------------------------------------------------------------------------------- | --------------------------------------------------- | ------------------ | ------------- |
| 1               | James Cooke                                                                      | wagen slippend tussen twee andere wagens inparkeren | Jan Smit           | niet geslaagd |
| Najib Amhali    | 200 Chinese woorden leren én correct uitspreken                                  | Jacques Vermeire                                    | niet geslaagd      |               |
| Katja Schuurman | meespringen met Rope skipping choreografie                                       | Élodie Ouédraogo                                    | geslaagd           |               |
| Gert Verhulst   | wandelen over een koord op hoogte                                                | Vivienne van den Assem                              | geslaagd           |               |
| 2               | Katja Schuurman                                                                  | met een graafmachine een ei in een eierdopje leggen | Herman Brusselmans | geslaagd      |
| Gert Verhulst   | alles weten over alle Belgische én Nederlandse Eurovisiesongfestival-inzendingen | Gers Pardoel                                        | geslaagd           |               |
| James Cooke     | cheerleaden                                                                      | Buddy Vedder                                        | geslaagd           |               |
| Najib Amhali    | een trialbike-parcours afleggen                                                  | Dina Tersago                                        | geslaagd           |               |
| 3               | Najib Amhali                                                                     | het themalied van The Muppet Show op trompet spelen | Helmut Lotti       | niet geslaagd |
| Gert Verhulst   | 5 cardistry-trucs leren                                                          | Victor Reinier                                      | niet geslaagd      |               |
| Katja Schuurman | 196 vlaggen herkennen én bijhorend land, hoofdstad en aantal inwoners kennen     | Jani Kazaltzis                                      | geslaagd           |               |
| James Cooke     | trapeze-act tot een goed einde brengen                                           | Edsilia Rombley                                     | geslaagd           |               |
| 4               | Najib Amhali                                                                     | Teppanyaki showcooking                              | Eddy Planckaert    | niet geslaagd |
| Gert Verhulst   | Ierse stepdance                                                                  | Trijntje Oosterhuis                                 | niet geslaagd      |               |
| James Cooke     | Schilderijen uit het Rijksmuseum herkennen                                       | Jörgen Raymann                                      | geslaagd           |               |
| Katja Schuurman | stuntvrouw                                                                       | Erik Van Looy                                       | geslaagd           |               |